# Grande Prêmio de Vallelunga de 2007 (Superbike)

## Corrida 1 de Superbike
| Pos | Piloto            | Moto                | Tempo     | Voltas | Pontos |
| --- | ----------------- | ------------------- | --------- | ------ | ------ |
| 1   | Max Biaggi        | Suzuki GSX-R1000 K7 | 39'24.967 | 24     | 25     |
| 2   | Troy Bayliss      | Ducati 999 F07      | 39'30.605 | 24     | 20     |
| 3   | James Toseland    | Honda CBR1000RR     | 39'32.419 | 24     | 16     |
| 4   | Noriyuki Haga     | Yamaha YZF-R1       | 39'35.046 | 24     | 13     |
| 5   | Michel Fabrizio   | Honda CBR1000RR     | 39'47.224 | 24     | 11     |
| 6   | Lorenzo Lanzi     | Ducati 999 F07      | 39'50.629 | 24     | 10     |
| 7   | Régis Laconi      | Kawasaki ZX-10R     | 39'59.778 | 24     | 9      |
| 8   | Fonsi Nieto       | Kawasaki ZX-10R     | 40'03.042 | 24     | 8      |
| 9   | Shinichi Nakatomi | Yamaha YZF-R1       | 40'04.037 | 24     | 7      |
| 10  | Vittorio Iannuzzo | Kawasaki ZX-10R     | 40'12.669 | 24     | 6      |
| 11  | Jakub Smrz        | Ducati 999 F05      | 40'12.773 | 24     | 5      |
| 12  | Marco Borciani    | Ducati 999 F05      | 40'18.455 | 24     | 4      |
| 13  | Karl Muggeridge   | Honda CBR1000RR     | 40'19.476 | 24     | 3      |
| 14  | Steve Martin      | Suzuki GSX-R1000 K6 | 40'26.934 | 24     | 2      |
| 15  | Yoann Tiberio     | Honda CBR1000RR     | 40'33.258 | 24     | 1      |
| 16  | Luca Morelli      | Honda CBR1000RR     | 40'33.484 | 24     |        |
| 17  | Dean Ellison      | Ducati 999RS        | + 1 volta | 23     |        |
| Ret | Ruben Xaus        | Ducati 999 F06      |           | 9      |        |
| Ret | Norino Brignola   | Suzuki GSX-R1000 K6 |           | 3      |        |
| Ret | Max Neukirchner   | Suzuki GSX-R1000 K6 |           | 0      |        |
| Ret | Troy Corser       | Yamaha YZF-R1       |           | 0      |        |
| Ret | Roberto Rolfo     | Honda CBR1000RR     |           | 0      |        |

## Corrida 2 de Superbike
| Pos | Piloto            | Moto                | Tempo     | Voltas | Pontos |
| --- | ----------------- | ------------------- | --------- | ------ | ------ |
| 1   | Troy Bayliss      | Ducati 999 F07      | 39'30.861 | 24     | 25     |
| 2   | Max Biaggi        | Suzuki GSX-R1000 K7 | 39'32.292 | 24     | 20     |
| 3   | Noriyuki Haga     | Yamaha YZF-R1       | 39'35.327 | 24     | 16     |
| 4   | Troy Corser       | Yamaha YZF-R1       | 39'44.627 | 24     | 13     |
| 5   | Roberto Rolfo     | Honda CBR1000RR     | 39'47.224 | 24     | 11     |
| 6   | Ruben Xaus        | Ducati 999 F06      | 39'52.791 | 24     | 10     |
| 7   | Lorenzo Lanzi     | Ducati 999 F07      | 40'00.708 | 24     | 9      |
| 8   | Fonsi Nieto       | Kawasaki ZX-10R     | 40'00.847 | 24     | 8      |
| 9   | Shinichi Nakatomi | Yamaha YZF-R1       | 40'10.987 | 24     | 7      |
| 10  | Max Neukirchner   | Suzuki GSX-R1000 K6 | 40'11.594 | 24     | 6      |
| 11  | James Toseland    | Honda CBR1000RR     | 40'13.405 | 24     | 5      |
| 12  | Vittorio Iannuzzo | Kawasaki ZX-10R     | 40'25.365 | 24     | 4      |
| 13  | Karl Muggeridge   | Honda CBR1000RR     | 40'25.885 | 24     | 3      |
| 14  | Steve Martin      | Suzuki GSX-R1000 K6 | 40'26.165 | 24     | 2      |
| 15  | Yoann Tiberio     | Honda CBR1000RR     | 40'30.642 | 24     | 1      |
| 16  | Norino Brignola   | Suzuki GSX-R1000 K6 | 40'31.470 | 24     |        |
| 17  | Luca Morelli      | Honda CBR1000RR     | 40'37.783 | 24     |        |
| 18  | Marco Borciani    | Ducati 999 F05      | 40'49.089 | 24     |        |
| 19  | Dean Ellison      | Ducati 999RS        | + 1 volta | 23     |        |
| Ret | Régis Laconi      | Kawasaki ZX-10R     |           | 12     |        |
| Ret | Michel Fabrizio   | Honda CBR1000RR     |           | 8      |        |
| Ret | Jakub Smrz        | Ducati 999 F05      |           | 1      |        |